# Carl Leid

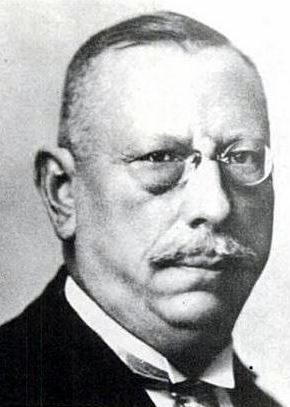
Carl Leid, Bezirksbürgermeister von Berlin-Wedding

Carl Leid (* 2. Dezember 1867 in Arnstadt; † 16. Januar 1935 in Berlin, auch Karl Leid) war ein deutscher Politiker der SPD und der USPD. Leid war von 1921 bis 1933 Bezirksbürgermeister des Berliner Bezirks Wedding.

## Leben
Leid wurde bereits 1884 im Alter von 17 Jahren Gewerkschaftsmitglied und trat 1885 der SPD bei. Er zog in den nördlich von Berlin gelegenen Landkreis Niederbarnim, wo er Vorsitzender der Ortsgruppe der SPD wurde. Später zog er in den Wedding und wohnte dort in der Buttmannstraße und Brunnenstraße. Hier war Leid der Vorsitzende des sozialdemokratischen Wahlvereins des 6. Reichstagswahlkreises. Ab 1901 arbeitete er als Redakteur beim Vorwärts und wurde 1902 in die Berliner Stadtverordnetenversammlung gewählt. 1904 wurde gegen ihn wegen Majestätsbeleidigung ermittelt, wodurch er sein Amt als Stadtverordneter verlor. Kurt Eisner hatte im Vorwärts am 16. August 1903 über Pläne zur sogenannten „Kaiserinsel“ berichtet, in denen Hofkreise die Absicht hatten, dem Deutschen Kaiser auf der Halbinsel Pichelswerder ein streng von der Außenwelt abgeschottetes Familienschloss zu errichten und hierfür einen eigenen Reichstagswahlkreis zu errichten, in dem nur Angestellte der Krone wohnen dürften. Dadurch sollte die Möglichkeit ausgeschlossen werden, „daß der Bezirk des Schlosses von einem Republikaner vertreten würde“. Da man diese Behauptungen nicht beweisen konnte, wurden die Vorwärts-Redakteure Carl Leid zu neun Monaten und Julius Kaliski zu vier Monaten wegen Majestätsbeleidigung verurteilt.

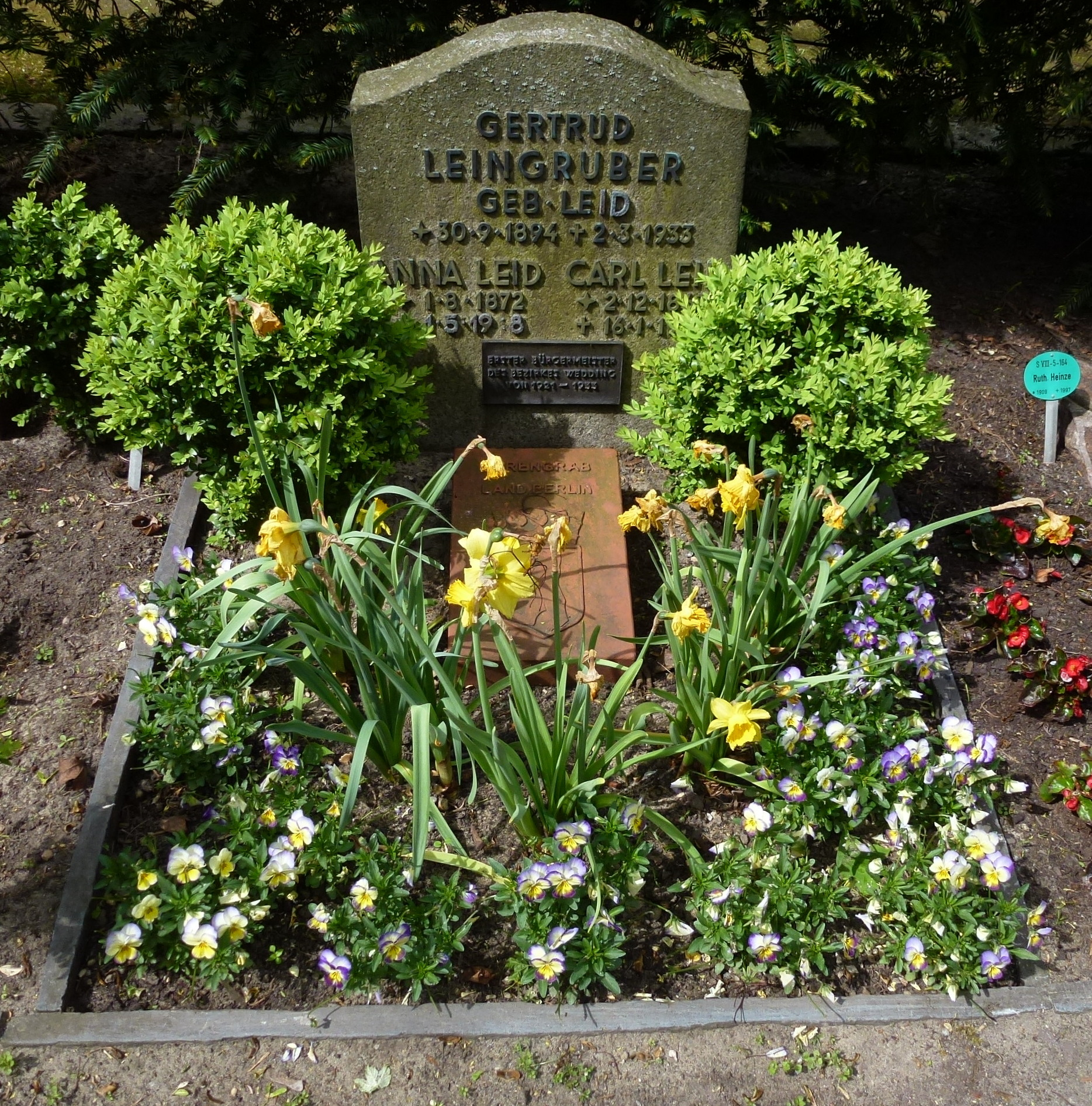
Ehrengrab von Carl Leid auf dem Urnenfriedhof Seestraße

Nach seiner Verurteilung wurde er am 18. Mai 1905 erneut in das Stadtparlament gewählt, dem er ununterbrochen bis 1921 angehörte.
Leid gehörte zeitweilig der USPD an und war Redakteur ihres Organs Freiheit. Im Jahr 1919 erhielt er ein Mandat in der Preußischen Landesversammlung und war ab 1921 Mitglied des Preußischen Landtages. 1922 ging er zur SPD zurück.
Am 16. April 1921 wurde er Bezirksbürgermeister des neugegründeten Bezirks Wedding von Berlin. Die am 20. Juni 1920 abgehaltenen Wahlen zur Bezirksversammlung wurden vom preußischen Oberverwaltungsgericht für ungültig erklärt, weshalb am 16. Oktober 1921 Neuwahlen abgehalten wurden. In seiner Zeit entstanden im Wedding mehrere wegweisende Siedlungen wie die Friedrich-Ebert-Siedlung, die Siedlung Schillerpark oder die Gartenstadt Atlantic. Leid förderte besonders die Anlage des Volksparks Rehberge, in dem der ihm gewidmete Carl-Leid-Weg liegt. Am 14. März 1933 wurde er vom NS-Regime aus seinem Amt entlassen.
Leid starb am 16. Januar 1935 in Berlin. Sein Grab befindet sich auf dem Urnenfriedhof Seestraße Abt. VIII, 5/165. Es ist als Ehrengrab der Stadt Berlin gewidmet.

## Ehrungen

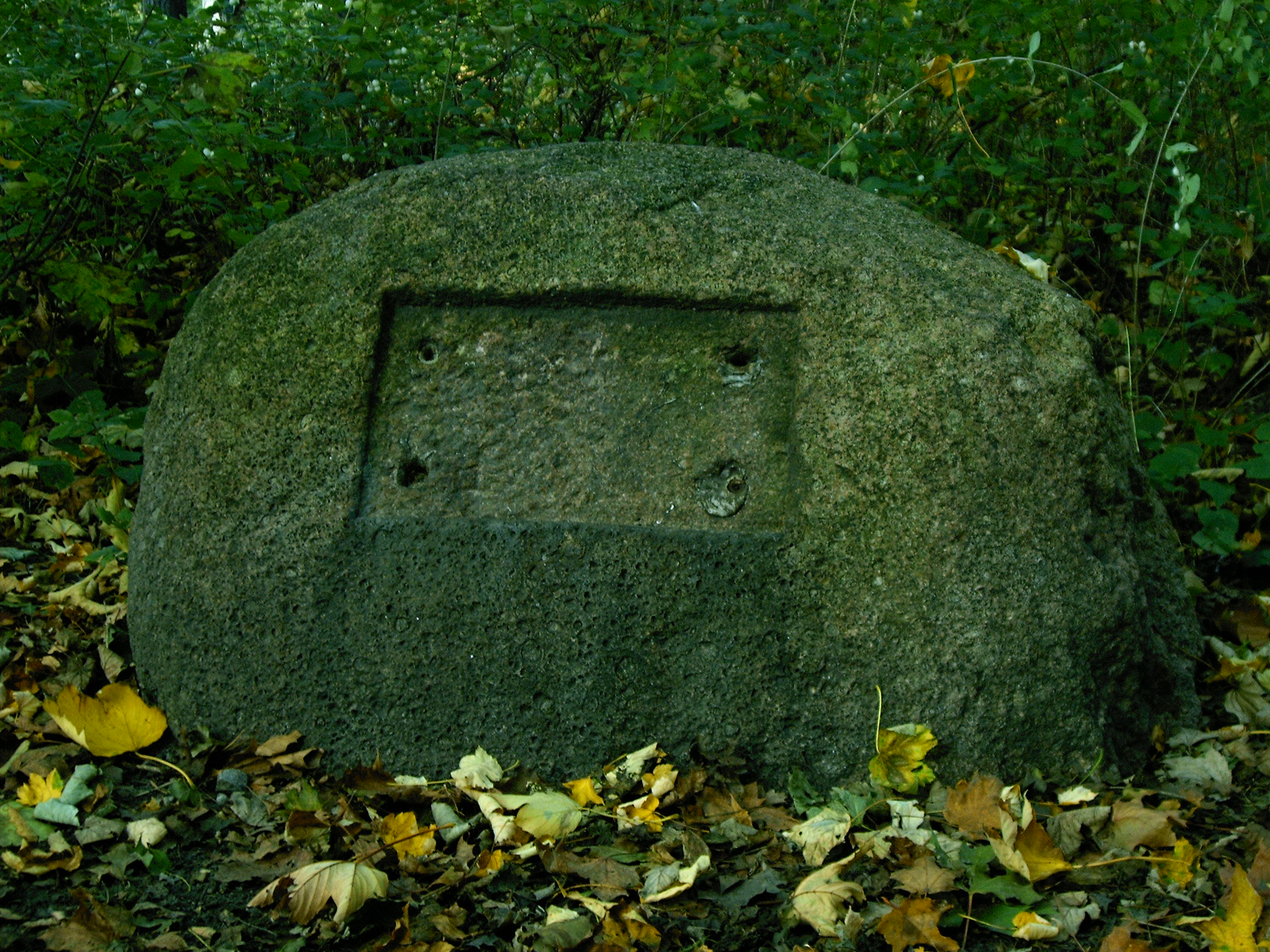
Gedenkstein am Carl-Leid-Weg im Volkspark Rehberge

- Im Volkspark Rehberge liegt der nach ihm benannte Carl-Leid-Weg.
- Ein Gedenkstein und eine Gedenktafel erinnern am Carl-Leid-Weg (die eingelassene Gedenktafel wurde 2011/2012 gestohlen).
- Die Weddinger SPD vergibt die Carl-Leid-Medaille. Mit dieser sehr selten vergebenen Medaille werden herausragende Leistungen für die Sozialdemokratie im Wedding gewürdigt.